# Юферовское
Юферовское — посёлок в Шарыповском районе Красноярского края России. Входит в состав Ивановского сельсовета.

## География
Посёлок расположен в 77 км к западу от районного центра Шарыпово, на территории Орджоникидзевского района  Хакасии.

## Население
| 2010 |
| ---- |
| 4    |

Гендерный состав
По данным Всероссийской переписи населения 2010 года 2 мужчины и 2 женщины из 4 чел.